# Theriodontia
Theriodontia är en taxonomisk grupp av däggdjursliknande kräldjur som uppkom under perm. Det vetenskapliga namnet är bildat av de grekiska orden thērion (vilddjur) och odontes (tänder).
De flesta arter som räknas till gruppen är utdöda men i utvecklingslinjen Cynodontia finns däggdjurens förfäder. De andra utvecklingslinjerna som tillhör gruppen är Gorgonopsia och Therocephalia. Tidiga medlemmar av Theriodontia var med en längd av cirka en meter ganska små och några arter nådde en längd av tre meter. De hade troligtvis andra djur som föda. Typisk för tidiga former var en hjässkam (Crista sagittalis), ganska stora hörntänder (som hos dagens däggdjur), en klaff mellan hörntanden och kindtänderna samt extremiteter under kroppen.